# La Jubaudière
La Jubaudière korábbi község Franciaország Loire mente régiójában, Maine-et-Loire megyében. 2015. január 1-jén kilenc másik korábbi községgel egyesült és Beaupréau-en-Mauges új község része lett.
Lakosainak száma 1230 fő (2018. január 1.). La Jubaudière Andrezé, Bégrolles-en-Mauges, Jallais és Le May-sur-Èvre községekkel határos.

## Népesség
A település népességének változása:
| Lakosok száma | 723  | 773  | 1033 | 1116 | 1132 | 1210 | 1200 | 1225 | 1307 | 1230 |
|               | 1962 | 1968 | 1982 | 1990 | 1999 | 2008 | 2011 | 2013 | 2017 | 2018 |